# Kitchi-Balyk
Kitchi-Balyk (en russe : Кичи-Балык, en karatchaï balkar : Кичибалыкъ) est un village du raïon de la petite Karatchaïevo de la Karatchaïévo-Tcherkessie, en Russie. Sa population s'élevait à 676 habitants au recensement de 2021.

## Géographie
Le village est situé dans la république de Karatchaïévo-Tcherkessie, un sujet de Ciscaucasie de la Russie. Il se trouve dans le district fédéral du Caucase du Nord. Kitchi-Balyk est l'une des localités du raïon de la petite Karatchaïevo, subdivision de la république. Le villageforme l'établissement rural de Kitchi-Balyk, une municipalité dont il est le chef-lieu en tant que seule localité de la municipalité.

## Démographie
Recensements (*) et estimations de la population,:
| 2002 * | 2010* | 2021* | - |
| ------ | ----- | ----- | - |
| 600    | 645   | 676   | - |

Concernant la répartition ethnique, selon le recensement de 2002, il y avait ¨92 % de Karatchaïs sur les 600 habitants.